# Madison Range
Madison Range je horské pásmo na jihozápadě Montany, v Madison County a Gallatin County, na severozápadě Spojených států amerických. Jižní část pohoří leží na hranici s Idahem a v blízkosti hranice s Wyomingem, severozápadně od Yellowstonského národního parku. Madison Range je součástí severních amerických Skalnatých hor.
Nejvyšší horou pohoří je Hilgard Peak (3 449 m).
Madison Range se rozkládá ze severu k jihu v délce více než 120 kilometrů, šířku ze západu na východ má 40 kilometrů. Pohoří je pojmenovaná po čtvrtém prezidentovi Spojených států Jamesi Madisonovi.
V roce 1959 zasáhlo jižní část pohoří, u jezera Hebgen Lake, jedno z nejničivějších zemětřesení v Montaně.